# Clytiomya pratensis
Clytiomya pratensis là một loài ruồi trong họ Tachinidae.